# Mutua Escolar Blanquerna

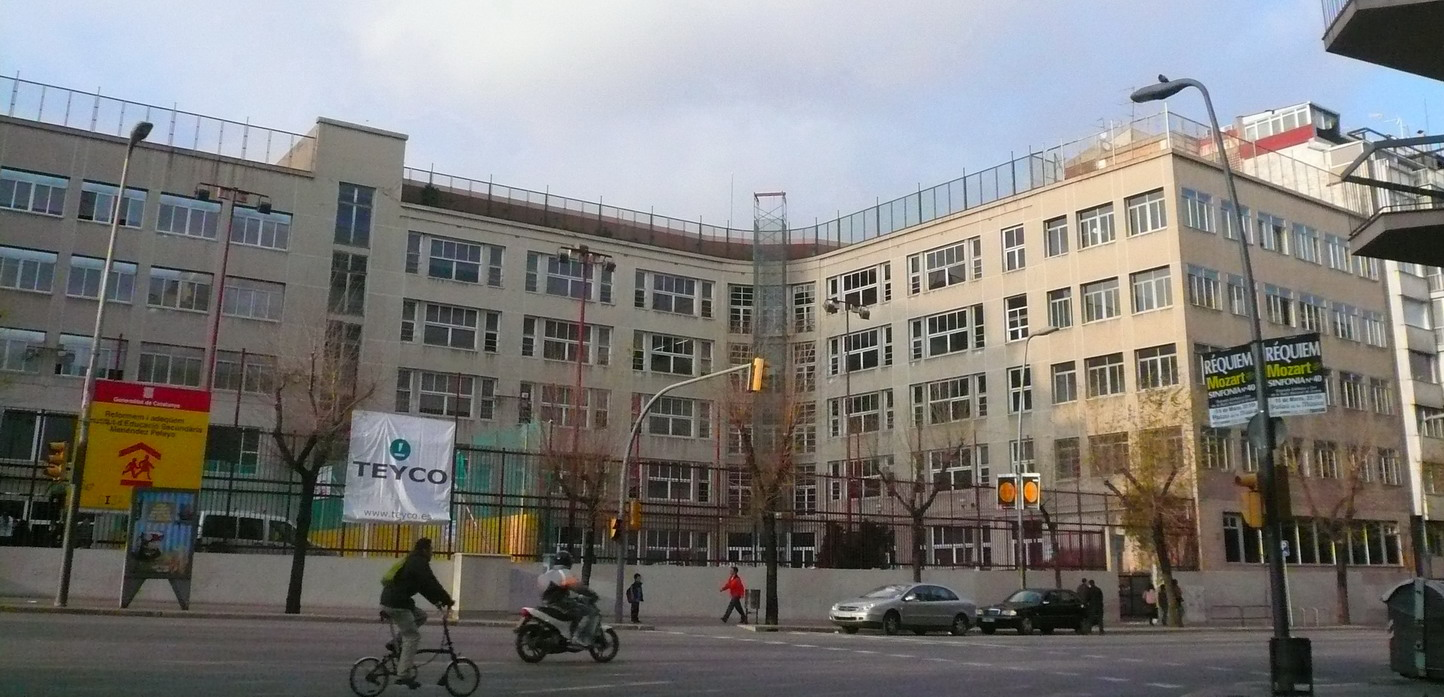
El edificio del Instituto Menéndez y Pelayo, que había acogido la Mutua Escolar Blanquerna, y que desde 1939 ha sufrido algunas ampliaciones y reformas.

Mutua Escolar Blanquerna fue una institución escolar fundada en Barcelona en 1923 cuando fue disuelta la Escuela Graduada de la Mancomunidad. Reunía en una sola institución la Escuela Blanquerna, la Academia Monturiol y la Academia Elisenda. El asesor pedagógico fue Alexandre Galí i Coll, y nombraron primer presidente Joan Garriga i Massó. Los rasgos que caracterizaban la institución eran el régimen de libertad del que gozaba el profesorado, la autonomía de la escuela ante cualquier interferencia del exterior y el uso de los métodos pedagógicos de María Montessori.
Las escuelas crecieron rápidamente, y en 1933 se inauguró el edificio definitivo en la Vía Augusta. La escuela fue disuelta en 1939 por las autoridades franquistas, y el edificio se convirtió en el Instituto Menéndez y Pelayo. Entre los alumnos de la institución se puede destacar Antoni Badia i Margarit, Alexandre Cirici, Joan Ainaud de Lasarte y Josep Rahola i d'Espona.
No se debe confundir con la Fundación Blanquerna, institución de enseñanza superior fundado en 1948 y que actualmente está integrada en la Universidad Ramon Llull.